# Realidad del consenso
La realidad del consenso es aquella que generalmente se acuerda que es una realidad, basada en un punto de vista de consenso.
La apelación al consenso surge del hecho de que los seres humanos no entienden o no están de acuerdo sobre la naturaleza del conocimiento o de la ontología, lo que a menudo hace que sea incierto lo que es real, dadas las grandes inconsistencias entre las subjetividades individuales. Sin embargo, podemos intentar obtener algún tipo de consenso, con otros, sobre lo que es real. Podemos utilizar este consenso como una guía pragmática, ya sea asumiendo que parece aproximarse a algún tipo de realidad válida, o simplemente porque es más "práctico" que alternativas percibidas. Por lo tanto, la realidad de consenso se refiere a los conceptos acordados de realidad que la gente en el mundo, o una cultura o grupo, cree que son reales (o tratan como si lo fueran), usualmente basados en sus experiencias comunes como creen que son; cualquiera que no esté de acuerdo con esto a veces se dice que está "en efecto... viviendo en un mundo diferente".
A lo largo de la historia, esto también ha planteado una cuestión social en cuanto a los efectos de una sociedad en la que todos los individuos no están de acuerdo en la misma realidad.
A veces se ha descrito o considerado a los niños como "inexpertos ante la realidad del consenso", aunque se les describe como tales con la expectativa de que su perspectiva se irá acercando progresivamente a la realidad del consenso de su sociedad a medida que envejezcan.

## Debate general
Al considerar la naturaleza de la realidad, existen dos enfoques amplios: el enfoque realista, en el que se cree que existe una realidad única, objetiva y global, independientemente de las percepciones de un individuo dado, y el enfoque idealista, en el que se considera que un individuo no puede verificar nada excepto su propia experiencia del mundo, y nunca puede conocer directamente la verdad del mundo independientemente de ello.
La realidad del consenso se puede entender estudiando la realidad construida socialmente, un tema dentro de la sociología del conocimiento. (Lea la página tres de La construcción social de la realidad por Peter L. Berger y Thomas Luckmann.
Considere este ejemplo: la realidad del consenso para las personas que siguen una religión teocéntrica en particular es diferente de la realidad del consenso para aquellos que siguen otra religión teocéntrica, o de aquellos que evitan las religiones teocéntricas en favor de la ciencia solamente, para explicar la vida y el universo.
En sociedades donde las religiones teocéntricas son dominantes, la comprensión religiosa de la existencia sería la realidad consensuada, mientras que la cosmovisión religiosa seguiría siendo la realidad no consensuada (o alternativa) en una sociedad predominantemente secular, donde la realidad consensuada se basa únicamente en la ciencia.
De esta manera, diferentes individuos y comunidades tienen visiones del mundo fundamentalmente diferentes, con comprensiones fundamentalmente diferentes del mundo que les rodea, y de las construcciones dentro de las cuales viven. Así, una sociedad que es, por ejemplo, completamente secular y que cree que cada eventualidad está sujeta a la influencia metafísica tendrá realidades de consenso muy diferentes, y muchas de sus creencias sobre temas amplios como la ciencia, la esclavitud y el sacrificio humano pueden diferir en consecuencia directa debido a las diferencias en la naturaleza percibida del mundo en el que viven.

## En ciencia y filosofía

### Idealistas
Algunos idealistas (idealistas subjetivos) sostienen la opinión de que no hay una manera particular de ser las cosas, sino que la realidad personal de cada persona es única. Tales idealistas tienen una visión del mundo que dice que cada uno de nosotros creamos nuestra propia realidad, y aunque la mayoría de la gente puede estar de acuerdo en general (consenso) acerca de cómo es la realidad, pueden vivir en una realidad diferente (o sin consenso).

### Materialistas
Los materialistas pueden no aceptar la idea de que haya diferentes realidades posibles para diferentes personas, en lugar de diferentes creencias sobre una realidad. Así que para ellos sólo el primer uso del término realidad tendría sentido. Para ellos, alguien que cree lo contrario, cuando los hechos han sido debidamente establecidos, podría ser considerado delirante.

## Consecuencias sociales

### Puntos de vista sobre el término
La connotación del término "realidad consensual" suele ser despectiva: suele ser empleada por teóricos idealistas, surrealistas y otros antirrealistas que se oponen u hostiles a esta "realidad", con la implicación de que esta realidad consensual es, en mayor o menor medida, creada por quienes la experimentan. (La frase "realidad consensuada" puede ser usada más libremente para referirse a cualquier conjunto de creencias generalmente aceptadas. Sin embargo, hay quienes usan el término de manera aprobatoria para los beneficios prácticos de que todos estén de acuerdo en un conjunto común de suposiciones o experiencias.

### Aspectos sociales
Cantantes, pintores, escritores, teóricos y otros individuos que emplean una serie de medios de acción han intentado oponerse o socavar la realidad del consenso, mientras que otros han declarado que la están "ignorando". Por ejemplo, Salvador Dalí pretendía con su método paranoico-crítico "sistematizar la confusión gracias a una paranoia y a un proceso activo de pensamiento y ayudar así a desacreditar completamente el mundo de la realidad".

## Crítica de David Icke a la realidad de consenso dominante
El investigador de la realidad David Icke siempre criticó fuertemente la realidad de consenso dominante percibiéndola como una forma de control por parte de los elitistas que forman parte de los estratos de poder más alto. En una entrevista en 2019 que Michael Frank le proporcionó a Icke se refirió a la realidad de consenso de la siguiente manera: 
"Michael Frank: ¿Qué es el "Consenso del Sello Postal"?
David Icke: Lo que yo llamo "The Postage Stamp Consensus" es esta increíble, ridícula, risible y estrecha banda de información que nos alimenta desde la cuna hasta la tumba.
Nos bombardean desde la cuna a la tumba con una cierta percepción de la realidad desde todos los ángulos, y los principales medios de comunicación siguen golpeando este "Consenso de Sellos Postales", esta estrecha banda de lo posible, esta percepción descargada, a lo largo de la vida de las personas.
Los padres que han aceptado la descarga, luego se la pasan a sus hijos, no por malevolencia, sino porque piensan que 'así son las cosas'...
Porque casi todo el mundo a tu alrededor ha aceptado el sello de correos descargando la percepción de la realidad, aunque eso está cambiando, porque creen que es así como son realmente las cosas.
Si lo desafías y lo cuestionas, entonces se te percibe como loco o incluso peligroso...
Sin embargo, si vamos a liberarnos de esta prisión perceptiva, entonces tenemos que volver a una hoja de papel en blanco simbólicamente, y decir:
"Voy a empezar de nuevo, y lo que percibo y creo ya no va a ser dictado por la repetición. Sólo porque siga escuchando lo mismo una y otra vez no significa que deba ser verdad".
Porque si estás obteniendo tu versión de la realidad de las mismas fuentes, de la corriente dominante, por supuesto que va a seguir repitiéndose lo mismo.
Hay personas que se llaman a sí mismas "periodistas" que han comprado la descarga, que luego informan al mundo desde la percepción de la descarga.
Es lo mismo con los científicos, los médicos, los políticos, todos ellos.
Así que si vamos a liberarnos de esta prisión perceptiva, primero tenemos que decir:
"Espera un minuto, la repetición de una percepción, la repetición de cómo son las cosas, ya no va a ser el criterio por el cual yo decida lo que creo y cómo veo el mundo.
Tiene que ser la información la que tenga sentido.
Tiene que ser buscar fuentes alternativas de información y ver si tienen más sentido que lo que estoy obteniendo de la corriente dominante".
Y si la gente concluye, como la gran mayoría lo hará, que se les ha mentido durante toda su vida y que el mundo no es como ellos pensaban que era, entonces necesitamos el valor para empezar a hablar de ello, porque la presión se está incrementando todo el tiempo para no decir nada que esté fuera de la narrativa dominante.
```
Y a medida que avanza, se presentan cada vez más razones para que la gente no tenga esta o aquella opinión sobre más y más cosas.
[
13
]
"
```